# Saut en hauteur féminin aux Jeux olympiques d'été de 1932
Navigation
Amsterdam 1928 Berlin 1936
L'épreuve du saut en hauteur féminin aux Jeux olympiques d'été de 1932 s'est déroulée le 7 août 1932 au Memorial Coliseum de Los Angeles, aux États-Unis. Elle est remportée par l'Américaine Jean Shiley.

## Résultats
| Rang               | Athlète                    | Pays                   | Marque | Note |
| ------------------ | -------------------------- | ---------------------- | ------ | ---- |
| Médaille d'or      | Jean Shiley                | États-Unis             | 1,65 m | WR   |
| Médaille d'argent  | Mildred Didrikson Zaharias | États-Unis             | 1,65 m | WR   |
| Médaille de bronze | Eva Dawes                  | Canada                 | 1,60 m |      |
| 4                  | Lien Gisolf                | Pays-Bas               | 1,58 m |      |
| 5                  | Marjorie Clark             | Union d'Afrique du Sud | 1,58 m |      |
| 6                  | Annette Rogers             | États-Unis             | 1,58 m |      |
| 7                  | Helma Notte                | Allemagne              | 1,55 m |      |
| 8                  | Yuriko Hirohashi           | Japon                  | 1,50 m |      |
| 9                  | Yaeko Sagara               | Japon                  | 1,50 m |      |
| 10                 | Ellen Braumüller           | Allemagne              | 1,41 m |      |

## Légende
Records et Performances
- AR : Record continental (area record)
- CR : Record des championnats (championship record)
- MR : Record du meeting (meet record)
- NR : Record national (national record)
- OR : Record olympique (olympic record)
- PR : Record paralympique (paralympic record)
- PB : Record personnel (personal best)
- SB : Meilleure performance personnelle de la saison (season's best)
- WL : Meilleure performance mondiale de l'année (world leader)
- WJR : Record du monde junior (world junior record)
- WR : Record du monde (world record)

Circonstances et Conditions
- DNF : N'a pas terminé (did not finish)
- DNS : N'a pas pris le départ (did not start)
- DQ : Disqualification (disqualification)
- NM : Aucun essai valable enregistré (No Mark)
- Q : Qualifié « directement » au prochain tour (ou à la prochaine compétition), lors d'une compétition majeure, grâce au classement ou à la réalisation des minima (automatic qualifier)
- q : Qualifié au prochain tour (ou à la prochaine compétition), lors d'une compétition majeure, grâce au repêchage ou à la réalisation de l'une des meilleures performances parmi celles des « non qualifiés directement » (grâce au meilleur temps ou à la meilleure distance par exemple) (secondary qualifier)